# Grass is greener
Grass is greener és una pel·lícula documental sobre el cànnabis que es va estrenar a Netflix el 20 d'abril de 2019.

## Argument
Grass is greener acompanya la llegenda del hip-hop Fab Five Freddy mentre examina la història de la prohibició del cànnabis als Estats Units d'Amèrica, l'anomenada war on drugs. Entrevista a músics populars, com ara Snoop Dogg i B-Real de Cypress Hill, així com advocats, activistes i persones que es van veure personalment afectades per condemnes per drogues. La pel·lícula comença amb l'eclosió del jazz a la dècada del 1920, amb Duke Ellington, Louis Armstrong i Billie Holiday com a objecte de persecució racista, i es trasllada a l'actualitat on el cànnabis és una indústria en auge amb un futur incert.